# Осада Фару (1249)
 Осада Фару произошла, когда португальские войска под командованием короля Португалии Афонсу III захватили город Фару в 1249 году у тайфы Ньебла. Это событие положило конец усилиям португальской Реконкисты на Пиренейском полуострове.

## История
Завоевание происходило в контексте постепенного завоевания городов долины Гвадианы и восточной части Алгарве у Ибн-Махфуса, правителя тайфы Ньебла и последнего представителя мусульманской власти в западном Аль-Андалусе. Падение Мертолы, Тавиры, Аямонте, Каселы и падение Севильи в 1248 году оставили Ибн-Махфуз полностью изолированным, и у него не было другого выбора, кроме как прийти к соглашению с Фердинандом III Кастильским.
Город Фару, изолированный и не имевший надежды на помощь со стороны сил мусульманского мира, капитулировал перед свирепой и хорошо дисциплинированной силой, хотя такая сила, вероятно, состояла из небольшого числа людей. Это объясняет, почему современные мусульманские источники называют это событие «доставкой» города королю Португалии .
Город был взят в марте 1249 года, о чём свидетельствует акт дарения королем некоторых домов в Сантарене сеньору Жуану Пересу де Абойму, подписанный в Фару в том же месяце, когда в феврале того же года король, как задокументировано, находился в Орен. Захват близлежащих деревень Албуфейра, Поршеш и нескольких других небольших поселений быстро последовал ещё в том же году.
Вполне вероятно, что сам король Афонсу III принимал участие в походе против города, хотя и скрытно, как и магистр ордена Сантьяго, сеньор Пайо Перес Коррейя. В этом случае, как и при завоевании остальной части Алгарве, по мнению некоторых авторов, может наблюдаться отсутствие членов основных семей Португалии, причем те, кто участвовал в захвате в Фару, были в основном вторыми рождёнными и незаконнорожденными. дворянские дети, отражающие важность военных действий для тех, кто мало что мог ожидать от своего наследства. Некоторые из них были щедро вознаграждены, что дало начало семьям, которые ознаменовали собой Португалию в конце XIII века и в следующем столетии.
Рыцари военных орденов, прежде всего Ордена Сантьяго и Ависского ордена, играли важную роль, и среди основных дворян, которые участвовали, были Авигас Луре, его шурин, кастелян Сантарена Мартим Даде, канцлер Эстеван Анес и Мем Соареш де Мело.
Право собственности Португалии на Алгарве оспаривалось Кастилией, и оно было признано только после подписания Альканьисесского договора в 1297 году при посредничестве папы римского.